# 洗たくマグちゃん
洗たくマグちゃん（せんたくマグちゃん）は、茨城県古河市の株式会社宮本製作所が開発・販売する洗濯用品・洗濯補助用品。

## 概要
界面活性剤・香料・蛍光増白剤・漂白剤がゼロの洗濯補助用品。
商品は純度の高いマグネシウム粒を化学繊維の袋へ入れ込んだ構造になっている。純度の高いマグネシウム粒と水道水の洗濯時の反応により、pH8 - 10のアルカリ水が生成され、洗濯物の油脂よごれ成分を鹸化作用で落とすとされている。使い方としては、製品を洗濯物とともに洗濯槽へ投入するか、製品と一般の洗剤や柔軟剤を投入して洗濯して使用する。洗い時間は15分以上が推奨されている。
2021年4月27日、消費者庁は「マグネシウムの効果で洗剤を使わずに洗濯できる」などの表示には根拠がなく景品表示法に違反するとして、再発防止を命じた。さらに同年10月19日、消費者庁は景品表示法第8条1項の規程に基づき、3606万円の課徴金納付を命じた。

## 効果
洗濯後のニオイ残り判定
パネル調査の過半数が、ニオイ残りが少ないと判定している
洗濯後の不快臭判定
パネル調査の過半数が、嫌なニオイではないと判定している

## 洗濯を通じたSDGsへの貢献
マグちゃんが目指す姿として、SDGsへの貢献がある。

### 海の豊かさを守ろう
水環境資源に負荷汚染を与えている要因の一つが、家庭からの生活排水（台所・風呂・洗濯）であり、マグちゃんというマグネシウム製品の使用により環境負荷を少なくなることを目指している。

### 陸の豊かさも守ろう
洗濯排水を農業用の栄養水として再利用することを目指し、世界の水不足危機の改善に取り組む。